# Joan Donoghue
Joan E. Donoghue (Yonkers, Nueva York, 12 de diciembre de 1957) es una abogada estadounidense, estudiosa del derecho internacional, exfuncionaria del Departamento de Estado de los EE. UU. y ex-presidenta de la Corte Internacional de Justicia. Fue elegida por primera vez para el tribunal en 2010, reelegida en 2014 y 2018 y ascendió para convertirse en Presidenta de la CIJ en 2021.Es la segunda mujer en este cargo (con Rosalyn Higgins)
Donoghue se graduó de la Universidad de California, Santa Cruz con honores en Estudios Rusos y Biología en 1978. Posteriormente recibió su Doctorado en Jurisprudencia de la Universidad de California, Facultad de Derecho de Berkeley en 1981. En la década de 1980, Donoghue actuó como abogada asesora de Estados Unidos en Nicaragua contra Estados Unidos. Fue Asesora Jurídica General de Freddie Mac de 2003 a 2005, y se desempeñó como Asesora Jurídica Adjunta Principal en el Departamento de Estado de los Estados Unidos de 2007 a 2010, incluso como Asesora Jurídica Interina del Departamento de Estado en 2009.
Anteriormente se desempeñó como Asesora Jurídica Adjunta de la Oficina del Asesor Jurídico (2000-2001) Asesora Jurídica Auxiliar para Asuntos Económicos y Comerciales (1994-1999); Asuntos africanos (1993-1994); y océanos, medio ambiente y ciencia (1989-1991). También se desempeñó como Consejera General Adjunta del Departamento del Tesoro de los Estados Unidos, supervisando todos los aspectos del trabajo del Departamento, incluidas las instituciones financieras internacionales. De 1981 a 1984, fue abogada en práctica privada en Covington & Burling, enfocándose en tribunales federales y litigios.